# Малдыбай
Малдыбай (каз. Малдыбай) — село в Рыскуловском районе Жамбылской области Казахстана. Входит в состав Акыртобинского сельского округа. Код КАТО — 315033380.

## Население
В 1999 году население села составляло 632 человека (320 мужчин и 312 женщин). По данным переписи 2009 года, в селе проживало 514 человек (250 мужчин и 264 женщины).